# Samsung Galaxy Z Fold 7
Samsung Galaxy Z Fold7（サムスン ギャラクシー Z Fold7）は、サムスン電子が設計、開発、販売した Android ベースの折りたたみスマートフォンである。
2025年7月9日にグローバル発表され、日本では7月17日に予約受付開始、8月1日に発売された。
Samsung Galaxy Z Fold7が横開きタイプなのに対し、Samsung Galaxy Z Flip 7は縦開きタイプの折りたたみスマホである。

## 概要
Samsung Galaxy Z Fold7は、Foldシリーズ史上最薄・最軽量モデルであり、展開時に約4.2 mm、折りたたみ時約8.9 mm、重量約215g。Snapdragon 8 Elite for Galaxy（4 nm）を採用し、最大16GB RAM、最大1TBストレージに対応している。

## 主要項目

### カラー
| Color sample | Name              |
| ------------ | ----------------- |
|              | ブルー シャドウ   |
|              | シルバー シャドウ |
|              | ジェットブラック  |
|              | ミント*           |

(*ミントはSamsung.comおよび直営店など限定モデル）

### ディスプレイ
メインディスプレイには約8.0インチ Dynamic LTPO AMOLED 2Xを採用し、解像度1856×2160ピクセル、リフレッシュレート1〜120Hz可変、最大輝度約2,600nitsで、HDR10+に対応している。
カバー画面側は約6.5インチ Dynamic LTPO AMOLED 2X（968×2376ピクセル）で、同じく1〜120Hz可変リフレッシュレートとHDR10+に対応。いずれも最大輝度は約2,600nits。

### バッテリー
標準4,400mAhバッテリーを搭載。AIによる電力最適化で省電力性能が向上。
25W有線急速充電（30分で約50%）、15Wワイヤレス充電、4.5Wリバース充電に対応し、最大約40時間の連続使用が可能。

### カメラ
背面は200MP広角（OIS）+12MP超広角+10MP望遠（光学3倍）のトリプル構成。8K/4K/1080p動画撮影に対応し、AI搭載ProVisual Engineによりノイズ低減・被写体認識精度を向上。
フロントはカバー側10MP、メイン内蔵4MP UDC（Under Display Camera）を装備。

### Fold6の比較
| 項目                     | Galaxy Z Fold7                                   | Galaxy Z Fold6                         |
| ------------------------ | ------------------------------------------------ | -------------------------------------- |
| 発売日（日本）           | 2025年8月1日                                     | 2024年7月31日                          |
| 厚さ（展開／折りたたみ） | 約4.2 mm／約8.9 mm                               | 約5.6 mm／約12.1 mm                    |
| 重量                     | 約215g                                           | 約239g                                 |
| ディスプレイ             | 約8.0″/約6.5″, 120Hz, 最大約2,600 nits           | 約7.6″/約6.3″, 120Hz, 最大約2,600 nits |
| チップ／RAM／ストレージ  | Snapdragon 8 Elite / 12–16GB / 最大1TB           | Snapdragon 8 Gen 3 / 12GB / 最大1TB    |
| カメラ構成               | 200MP＋12MP＋10MP                                | 50MP＋12MP＋10MP                       |
| バッテリー容量           | 約4,272–4,400 mAh                                | 約4,400 mAh                            |
| Galaxy AI 機能           | Gemini Live、フォトアシスト等                    | Gemini Live 初搭載                     |
| 耐久素材・フレーム       | Ceramic 2＋Victus 2／Armor Aluminum（FlexHinge） | Victus 2／Armor Aluminum               |

## 予約・発売

### Samsungオンラインショップ（公式サイト）
- 予約開始日：2025年7月17日
- 発売日：2025年8月1日

### docomo
- 予約開始日：2025年7月17日
- 発売日：2025年8月1日

### au
- 予約開始日：2025年7月17日
- 発売日：2025年8月1日

### SoftBank
- 予約開始日：2025年7月17日
- 発売日：2025年8月1日

### 家電量販店・Amazon
- 予約開始日：2025年7月17日
- 発売日：2025年8月1日

## 新製品体験
2025年7月10日〜16日に秋葉原ヨドバシカメラ マルチメディアAkiba第2エントランスで先行展示が行われた。Galaxy Harajuku（東京）、Galaxy Studio Osaka（大阪）などでも実機展示を開催。